# Trofors
Trofors er en by og administrationscenter i Grane Kommune i det norske fylke Nordland. Byen har pr. 1. januar 2016 807 indbyggere.[kilde mangler] Europavej E6 passerer gennem byen, og her starter også Riksvei 73, som går via Hattfjelldal til Sverige. Den nærmeste lufthavn er Mosjøen Lufthavn, Kjærstad, som ligger 5 km. syd for Mosjøen, ca. 40 minutter med bil fra Trofors. Jernbanestrækningen Nordlandsbanen går også gennem Trofors, og der er mulighed for påstigning på Trofors Station. 
Ved Trofors mødes Svenningdalselven, der kommer fra syd og Vefsna, der kommer fra Hattfjelldal i øst. Dele af Lomsdal-Visten nationalpark ligger i Grane Kommune, der er rig på vildmark og fiskemuligheder, og har over 2.000 søer egnet til fiskeri.[kilde mangler]

## Kendte personer
Den norske popduo, Marcus & Martinus, er opvokset og bor i Trofors. 

## Galleri
- Trofors Station
- Trofors fra luften

65°32′00″N 13°24′22″Ø / 65.5333°N 13.4061°Ø